# Semiotopsis ungulata
Semiotopsis ungulata – gatunek chrząszcza z rodziny sprężykowatych, umieszczony w rodzaju monotypowym.
Zamieszkuje Kolumbię.